# Wystąpienie połubotkowców

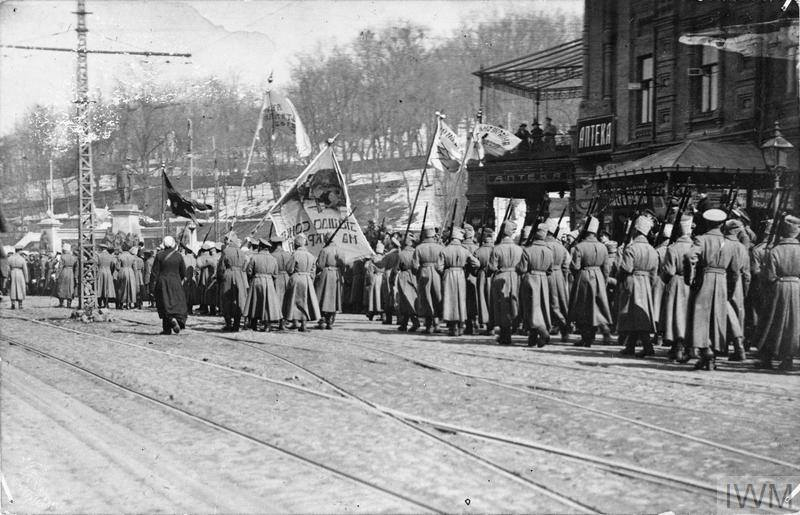
Połubotkowcy w śródmieściu Kijowa

Wystąpienie połubotkowców (ukr. Виступ полуботківців)  — powstanie zbrojne żołnierzy drugiego kozackiego pułku im. hetmana Pawła Połubotka oraz Ukraińskiego Klubu Wojskowego im. hetmana Pawła Połubotka, mający na celu ogłoszenie deklaracji niepodległości Ukrainy. Odbyło się w nocy z 4 (17) na 5 (18) lipca 1917 w Kijowie
Wystąpienie miało przyczyny społeczne oraz polityczne. Żołnierzom-połubotkowcom brakowało pożywienia, lekarstw, mieli bardzo złe warunki bytowe. Przesłankami politycznymi była niezdecydowana polityka narodowa oraz wojskowa prowadzona przez Ukraińską Centralną Radę.
Uczestniczyło w powstaniu blisko 10 000 uzbrojonych żołnierzy oraz większość mieszkańców Kijowa. Tym niemniej, dzięki złagodzonemu oraz skoordynowanemu działaniu Centralnej Rady oraz dowództwa Kijowskiego Okręgu Wojskowego powstanie zostało stłumione, zaś jego członków wysłano na front I wojny światowej. 
Przypuszcza się, że ideologiem i głównym inspiratorem tego wystąpienia był Mykoła Michnowśkyj, chociaż nie istnieje żaden dokument, który by wskazywał na jego uczestnictwo w tym wystąpieniu.